# 諾伊霍夫 (阿爾高州)

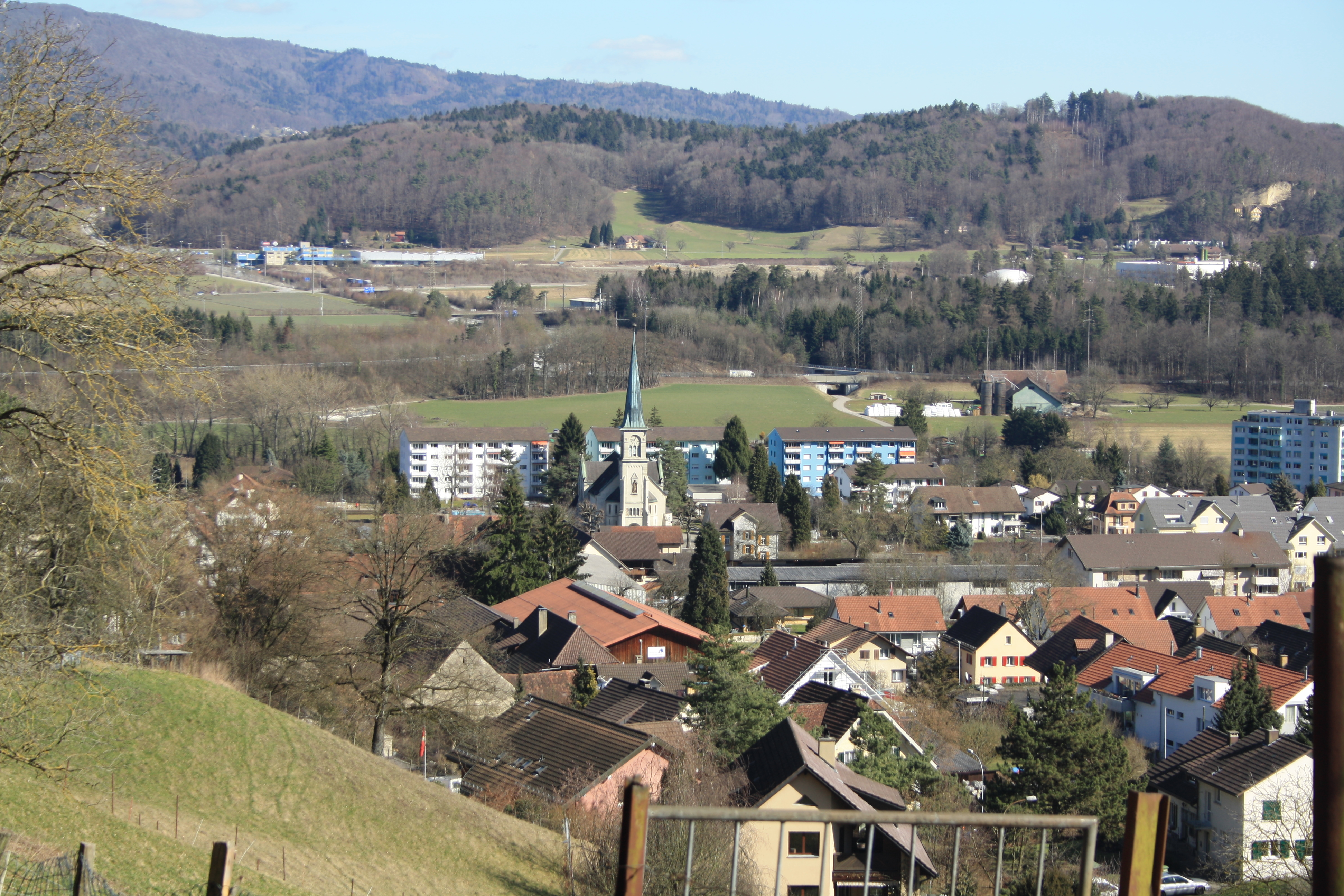

諾伊霍夫是瑞士的城鎮，位於該國北部，由阿爾高州負責管轄，面積5.38平方公里，海拔高度403米，2012年人口8,365，一半人口信奉羅馬天主教，人口密度每平方公里1555人。